# Lista över slott i Norge
Detta är en lista över slott i Norge.

## Lista
- Det Kongelige Slott, Oslo
- Akershus fästning
- Ask slott
- Austråttborgen
- Bergenhus
- Bogstad slott
- Bygdøy slott
- Christiansholm slott
- Damsgaard slott
- Erkebispegården, Trondheim
- Fossum slott
- Fritzøehus
- Frogner slott
- Gamlehaugen slott
- Gimle slott
- Hafslund slott
- Jarlsberg slott
- Kongsvinger slott
- Kristiansand slott
- Kristianstens fästning
- Ledaal slott
- Oscarsborgs fästning
- Oscarshall
- Refsnes slott
- Rein slott
- Sem slott
- Skaugum
- Steinvikholms slott
- Stiftsgaarden slott
- Tunsberghus
- Ulefos slott
- Vardøhus fästning
- Vækerø slott